# Vallés (Cataluña)

Localización del Vallés en Cataluña (límites 1936-2015).

El Vallés (en catalán, el Vallès) es una comarca natural catalana situada en la depresión prelitoral catalana, entre los ríos Llobregat y Tordera. 
La división comarcal de 1936 dividió esta comarca natural en dos comarcas administrativas, el Vallés Occidental, que hoy tiene dos capitales, Sabadell y Tarrasa, y el Vallés Oriental, con capital en Granollers, ambas en la provincia de Barcelona. En 2015 el Vallés Oriental perdió cuatro municipios que pasaron a formar parte de la nueva comarca del Moyanés. El gentilicio es 'vallesano'.